# André Deed
Henri André Augustin Chapais dit André Deed, né le 22 février 1879 au Havre et mort le 4 octobre 1940 à l'hôpital Saint-Antoine dans le 12e arrondissement de Paris est un acteur, scénariste et réalisateur français.

## Biographie
André Deed est un acteur burlesque français du cinéma muet, très célèbre à son époque.
Il commence sa carrière, au début du XXe siècle, comme acrobate et chanteur de music-hall. En 1901, il se lance dans l'industrie naissante du cinéma en travaillant pour son pionnier Georges Méliès sous le nom de « Gribouille ». À partir de 1906, il tient le premier rôle dans une série comique produite par Pathé, jouant le personnage de « Boireau ». Il utilise des effets spéciaux dignes de Méliès dans Cretinetto che bello! (1909), où son corps, déchiqueté par un groupe de femmes follement amoureuses de lui, se reconstitue miraculeusement en un plan unique.
En 1909, il tourne en Italie sous contrat avec l'Itala Film, semant la destruction et le chaos partout sur ses pas. Il doit changer de nom, se faisant dès lors appeler « Cretinetti » en Italie ou « Gribouille » en France. En 1911, il commence à réaliser ses propres films et, en 1920, il réalise des comédies et des films d'aventure.
Son retour en France en 1912 chez Pathé Frères est annoncé par le titre Gribouille redevient Boireau. Après la Première Guerre mondiale, pendant laquelle il est mobilisé, il s’installe définitivement en France et épouse sa partenaire de scène Valentina Frascaroli  (« Gribouillette ») en 1918.
Sa période de plus grande popularité précède la Première Guerre mondiale. Oublié par les générations postérieures, le nom de ce comédien contemporain de Max Linder figure peu dans la littérature spécialisée. Celui de ses films qui peut encore être vu est L'uomo meccanico, de 1921. Peu de temps après ce film, André Deed tombe dans l'oubli et finit ses dernières années comme accessoiriste aux studios Pathé.

## Filmographie partielle
- 1901 : Dislocation mystérieuse de Georges Méliès
- 1901 : Les Échappés de Charenton
- 1903 : Le Chaudron infernal
- 1903 : Le Royaume des fées
- 1903 : Les Aventures de Robinson Crusoé : Vendredi
- 1904 : Le Barbier de Séville
- 1904 : Le Squelette merveilleux
- 1904 : Sorcellerie culinaire
- 1906 : Boireau déménage : Boireau
- 1906 : Course à la perruque : un polisson
- 1906 : Le Fils du diable
- 1906 : Les Débuts d’un chauffeur
- 1907 : Boireau lutteur : Boireau
- 1907 : Les Apprentissages de Boireau : Boireau
- 1907 : Les Débuts d’un canotier
- 1907 : Not fanfare concourt
- 1907 : Trois sous de poireaux : Boireau
- 1908 : Apaches mal avisés : Paddy, l’acrobate
- 1908 : Boireau a mangé de l’ail : Boireau
- 1908 : Boireau fait la noce : Boireau
- 1908 : L'Apprenti architecte
- 1908 : L'Homme aux trente-six chutes
- 1908 : L'Homme-singe : Boireau
- 1908 : Le Bon gendarme : le malandrin
- 1908 : Le Chevalier mystère
- 1908 : Le Foulard merveilleux
- 1908 : Un cœur trop enflammable (ou Boireau - Un cœur trop enflammable) de Georges Monca
- 1908 : Le Manuel du parfait gentleman
- 1908 : Le Sculpteur moderne
- 1908 : Deux Vieux Amis de collège (ou Boireau - Deux Vieux Amis de collège) de Georges Monca
- 1908 : Le Consentement forcé (ou Boireau - Consentement forcé) de Georges Monca
- 1908 : Les Tribulations du roi Tétaclaque
- 1908 : Mr. et Mme. font du tandem : Madame
- 1908 : Semelles de caoutchouc : Boireau
- 1908 : Un cœur trop inflammable : Boireau
- 1908 : Une douzaine d'œufs frais de Georges Monca
- 1909 : Gribouille, roi des policiers : Gribouille
- 1909 : Gribouille veut se suicider : Gribouille
- 1909 : Gribouille cherche un duel : Gribouille
- 1909 : Gribouille roi des filous : Gribouille
- 1909 : Gribouille lutteur : Gribouille
- 1909 : Gribouille paie ses dettes : Gribouille
- 1909 : Gribouille sportman par amour : Gribouille
- 1909 : Gribouille a avalé une écrevisse : Gribouille
- 1909 : Gribouille héros : Gribouille
- 1909 : Gribouille trop curieux : Gribouille
- 1909 : Le Noël de Gribouille : Gribouille
- 1909 : Gribouille a volé un tapis : Gribouille
- 1909 : Gribouille trop poli : Gribouille
- 1909 : Cretinetti che bello! : Cretinetti
- 1910 : Gribouille au bal : Gribouille
- 1910 : Gribouille Roi des reporters : Gribouille
- 1910 : Gribouille marié malgré lui : Gribouille
- 1910 : Un duel au canon : Gribouille
- 1910 : Gribouille chauffeur : Gribouille
- 1910 : Gribouille dans la cage au lion : Gribouille
- 1910 : Gribouille employé de banque : Gribouille
- 1910 : Gribouille entre deux feux : Gribouille
- 1911 : Gribouille inspecteur d'hygiène : Gribouille
- 1911 : La Fête de Gribouille : Gribouille
- 1911 : Gribouille au cinématographe : Gribouille
- 1911 : Gribouille chasseur : Gribouille
- 1912 : Le Sextuple duel de Gribouille : Gribouille
- 1912 : Gribouille redevient Boireau : Boireau
- 1912 : Boireau à l'école : Boireau
- 1912 : Boireau protecteur de la police : Boireau
- 1912 : Boireau domestique : Boireau
- 1912 : La Fête de Boireau : Boireau
- 1912 : Boireau huissier : Boireau
- 1912 : Boireau, roi de la boxe : Boireau
- 1912 : Escamillo a le ver solitaire : Escamillo
- 1912 : Boireau magistrat : Boireau
- 1913 : André Deed veut être comique
- 1913 : Boireau empoisonneur : Boireau
- 1913 : Boireau spadassin : Boireau
- 1913 : Les Incohérences de Boireau : Boireau
- 1915 : Gribouille a peur des zeppelins (La paura degli aeromobili nemici)
- 1921 : L'uomo meccanico
- 1923 : Tao / Le Fantôme noir de Gaston Ravel[7]
- 1923 : Le Nègre du rapide numéro 13 de Joseph Mandement : Oscar Ribouis[8]
- 1926 : Phi-Phi de Georges Pallu : Bilboquet
- 1928 : Miss Helyett de Maurice Kéroul et Georges Monca : le vieux monsieur de la montagne
- 1928 : Graine au vent de Maurice Kéroul et Jacques Mills : Le Pirée
- 1932 : Le Rosier de Madame Husson de Dominique Bernard-Deschamps : l'adjoint au maire
- 1932 : Affaire classée de Charles Vanel : Marcel
- 1932 : Monsieur de Pourceaugnac de Tony Lekain et Gaston Ravel : le deuxième médecin
- 1932 : Léon... tout court de Joe Francis : Eugène, le vieux régisseur des Folies-Impériales[9]
- 1936 : Les Frères Delacloche, court-métrage de Maurice Kéroul et Jean Mugeli
- 1936 : La Rose effeuillée de Georges Pallu
- 1936 : Cœur de gosse de Georges Pallu

## Pseudonymes par pays
- France : Boireau ou Gribouille
- Italie : Cretinetti
- Pays anglo-saxons : Foolshead ou Jim
- Allemagne : Müller
- pays hispanophones : Toribio ou Toribio Sánchez
- Portugal : Turibio
- Hongrie : Lehmann
- Russie : Glupyuskin